# 内田じゅんた
内田 じゅんた（うちだ じゅんた）は、日本の漫画家。九州出身。女性。血液型はAB型。
『サイボーグクロちゃん』の大ファンで、同漫画の同人誌も描いていた。本人も単行本のコメントで「イラストコーナーに投稿していた自分がまさか漫画を描くことになるとは思わなかった」と語っている。主に、4コマ漫画やアンソロジーの仕事を多くこなしている。
スクウェア・エニックスの4コママンガ劇場シリーズなど。

## 作品リスト
- サイボーグクロちゃん番外バトル（2）

かっこ内は巻数。アンソロジーを除く。